# Бражник прозерпіна
Бражник прозерпіна (Proserpinus proserpina) — вид комах родини бражникових (Sphingidae). Метелик з товстим кремезним тілом і невеликими крилами. Поширений у Північній Євразії.  Раритетний вид, занесений до Червоної книги України та ряду інших природоохоронних документів.

## Опис
Метелик з товстим кремезним тілом та порівняно невеликими крилами. Розмах крил 34—39 мм. Статевий диморфізм невиразний. Тіло сіро-зелене. Черевце з щіточкою на кінці з брунатно-зелених видовжених лусочок. Зовнішній край крил хвилястий. Передні крила сірувато- або брунатно-зелені з широким затемненням біля краю та широкою темно-зеленою смугою посередині. Задні крила вохристо-жовті з брунатно-чорною облямівкою вздовж краю.

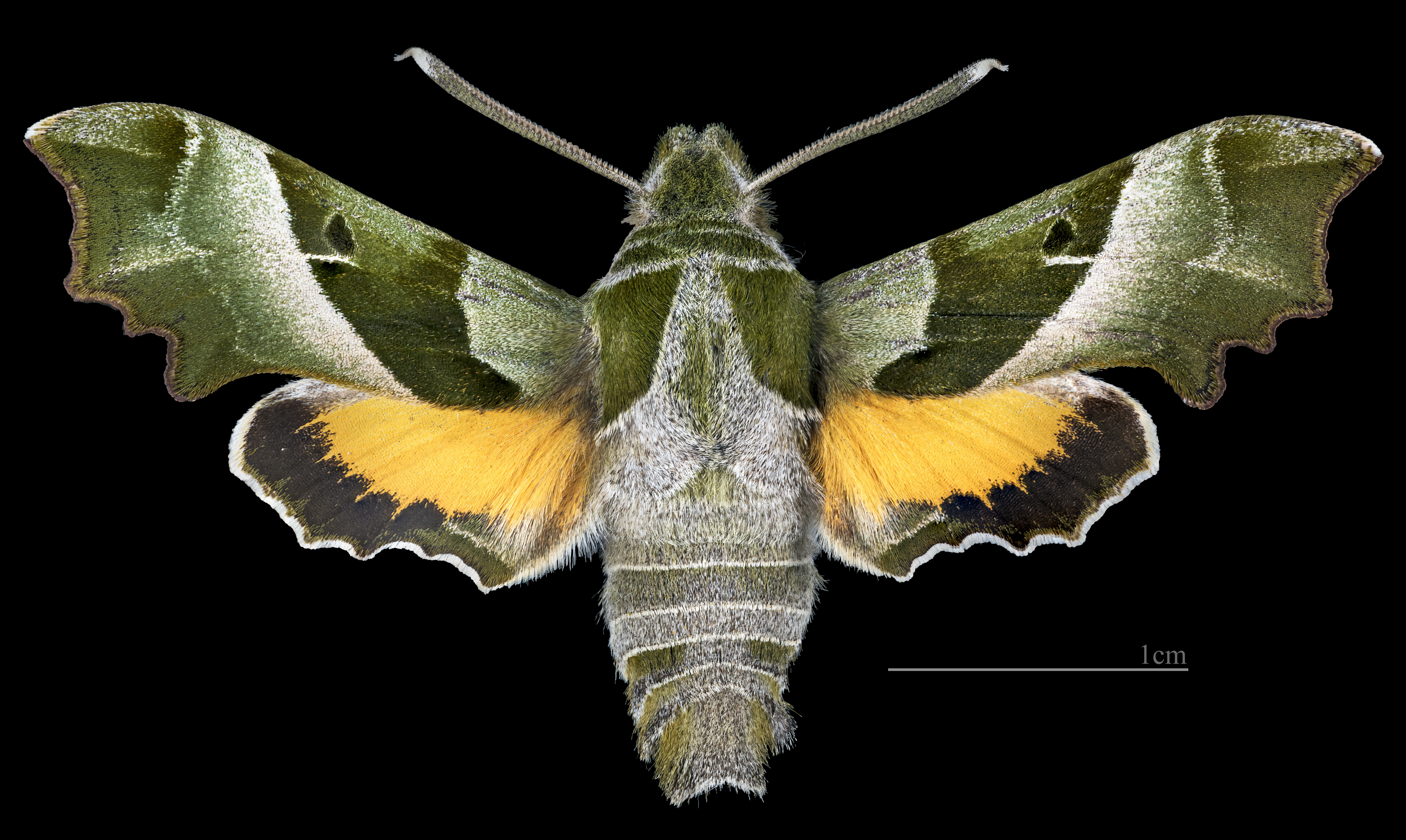
Самець, вид із спинного боку
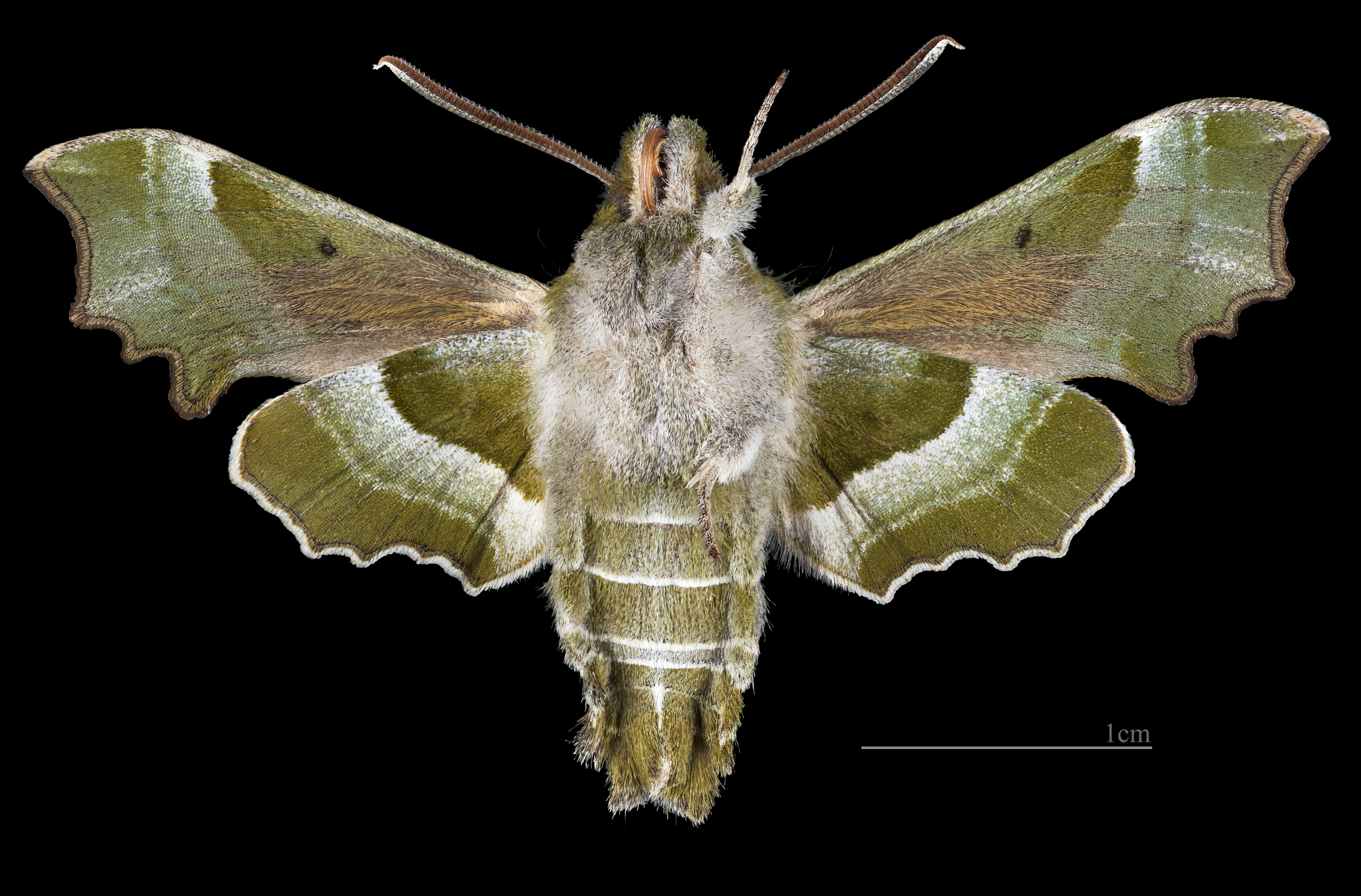
Самець, вид із черевного боку
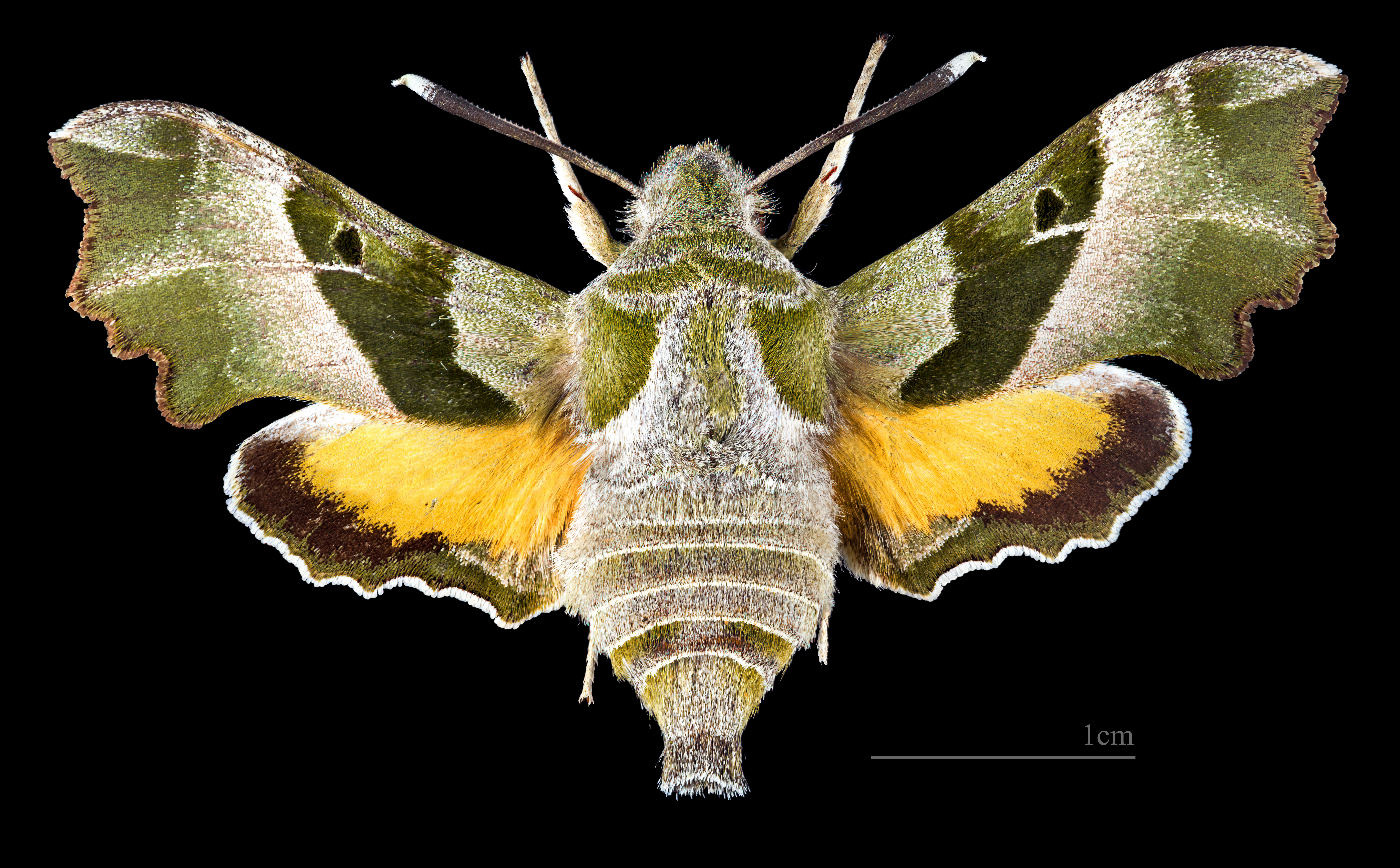
Самиця, вид із спинного боку
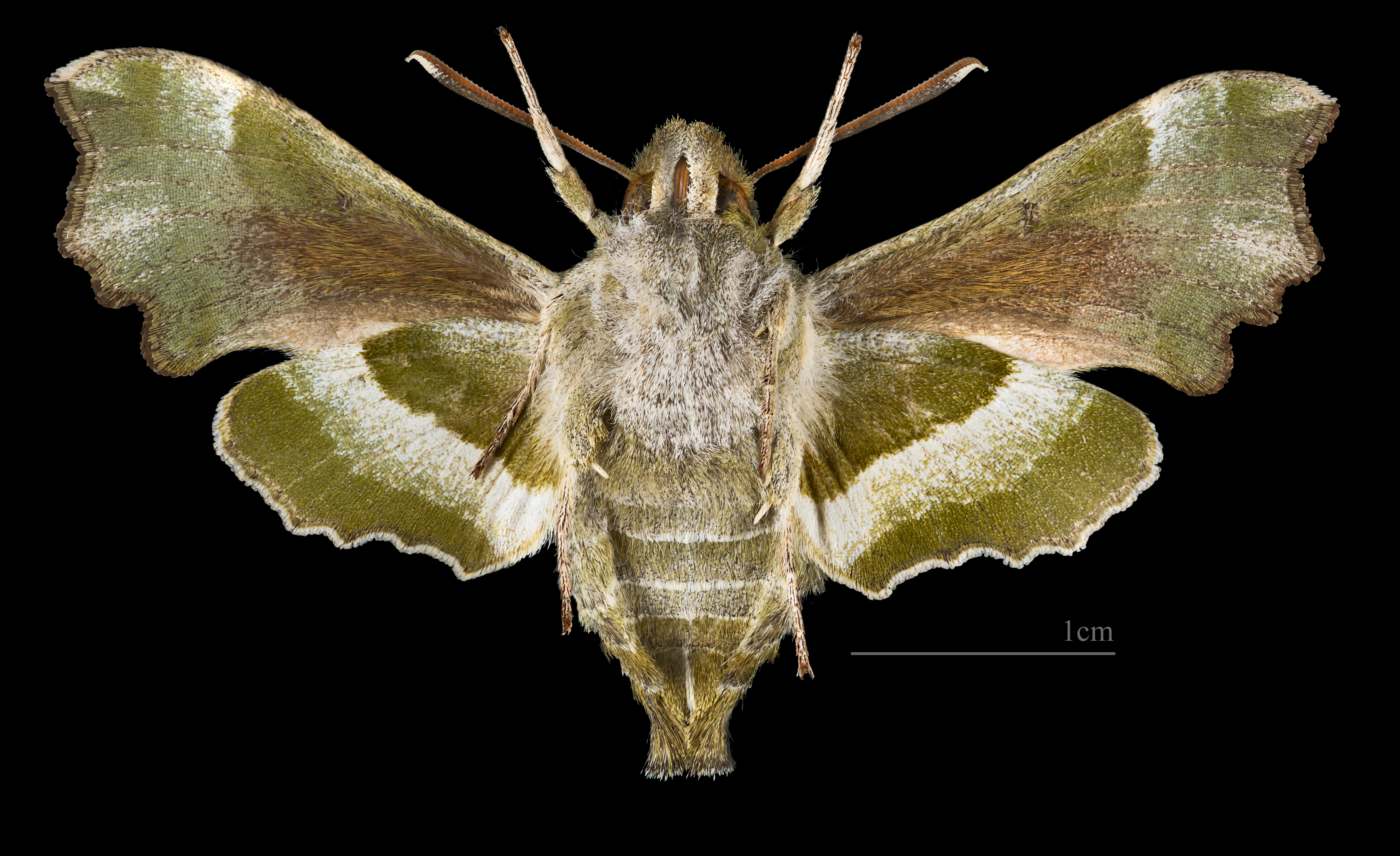
Самиця, вид із черевного боку

## Поширення
Ареал охоплює Центральну, Південну і Південно-Східну Європу, Південний Урал, Кавказ, Закавказзя, Західну та частково Центральну Азію, Казахстан.
В Україні зустрічається майже повсюдно. Рідкісний у всіх регіонах, здебільшого зустрічаються лише поодинокі особини.

## Особливості біології

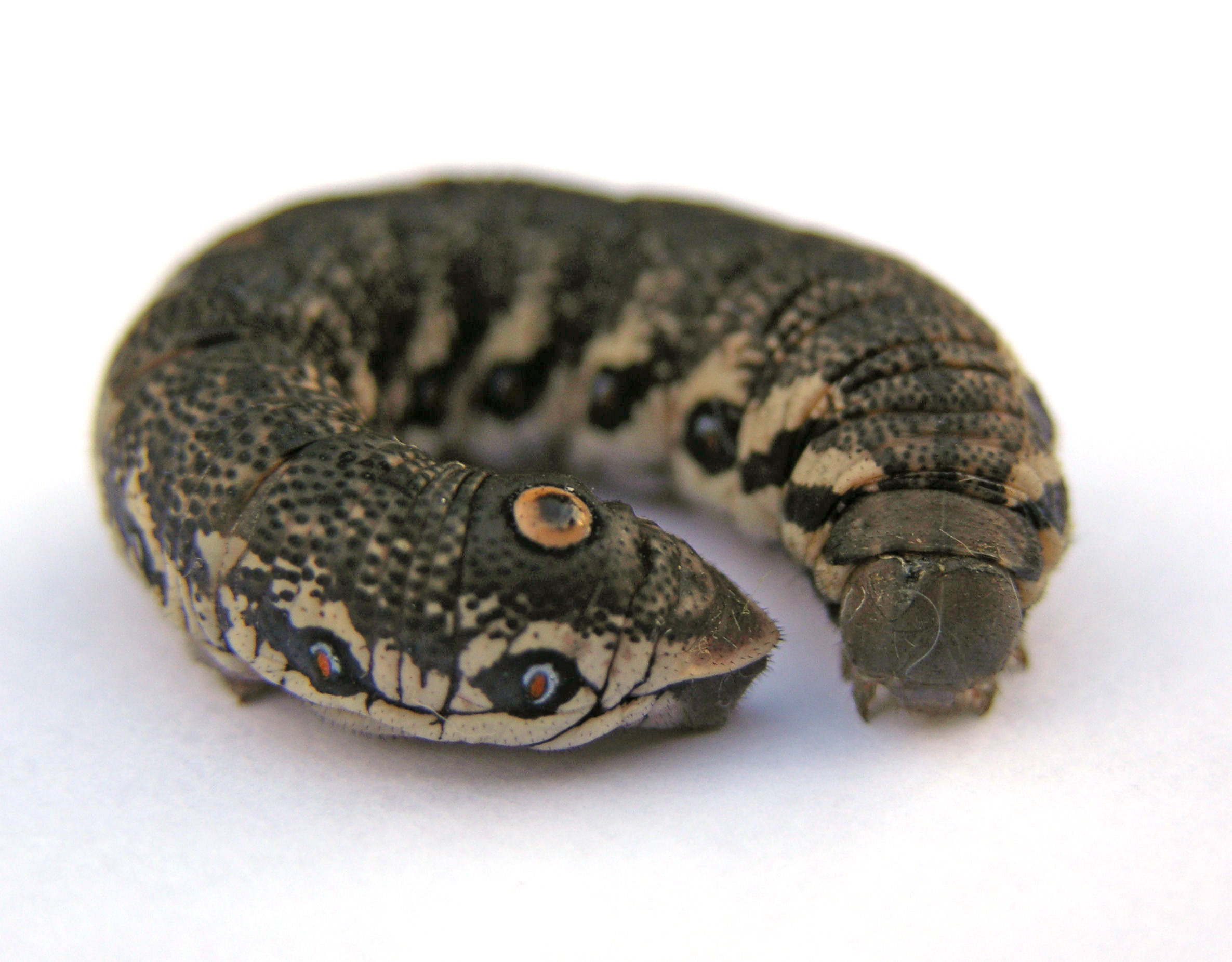
Гусениця прозерпіни

Зустрічається на узліссях та лісових галявинах, ярах з чагарниками, рідколіссях, на лісових просіках, різнотравних луках, у степах, на пустирищах, узбіччях доріг тощо. Протягом року розвивається 1 генерація. Літ імаго триває з середини травня до червня, метелики активні у сутінках та вночі, живляться нектаром квітів. Гусінь розвивається з липня до серпня — вересня на онагрових та плакунових (плакун верболистий, зніт, енотера). Лялечки зимують у ґрунті.

## Охорона
Вид занесений до Червоної книги України (охоронна категорія: рідкісний), а також до Червоного списку МСОП (брак даних про вид), Європейського Червоного списку (1991) (вразливий), Бернської (Додаток ІІ), Боннської (Додаток ІІ) конвенцій та Директиви Європейського Союзу 92/43/ЄС «Про збереження природних оселищ та видів природної фауни і флори» (Додаток IV. Види рослин і тварин, що становлять особливий інтерес для Європейського Союзу, які потребують суворих заходів охорони). Вид занесений до Червоних книг Молдови, Білорусії та Росії. На регіональному рівні в Україні занесений до Червоних книг/списків тварин АР Крим, Дніпропетровської, Донецької і Запорізької областей.
Загрозами для виду є знищення природних біотопів, застосування пестицидів, випалювання трав.
Доцільним є створення ентомологічних заказників у місцях постійного перебування виду.
Окремі популяції виду перебувають під охороною на природоохоронних територіях ряду країн Європи та Азії, у тому числі України, зокрема в Українському степовому, Луганському, Дніпровсько-Орільському і Карадазькому природних заповідниках, Національному заповіднику «Хортиця», національних природних парках  «Великий Луг», «Приазовський» та ін.